# Małgorzata Then-Stępień
Małgorzata Then-Stępień (ur. 18 lutego 1962) – polska aktorka teatralna, telewizyjna i filmowa.

## Życiorys
Ukończyła studia na Wydziale Aktorskim Państwowej Wyższej Szkoły Teatralnej im. Ludwika Solskiego w Krakowie (1987). Przez całą karierę teatralną związana była ze scenami krakowskimi: Teatrem „Bagatela” (1987-1990, 1992-1998) oraz Teatrem Satyry „Maszkaron” (1991-1992). Wystąpiła również w jednym przedstawieniu Teatru Telewizji (1990).

## Filmografia
- Rajski ptak (1987) - koleżanka Jurka ze studiów
- Klan (od 1997) - dwie role:
  - lekarz anestezjolog na Oddziale Intensywnej Terapii Szpitala Klinicznego w Warszawie
  - pacjentka Centrum Medycznego "El-Med"
- Na Wspólnej (od 2003) - dwie role:
  - matka "Pędzla" (odc. 2496, 2501, 2509, 2512)
  - matka Janka (odc. 3404, 3406, 3418, 3438, 3445, 3446, 3447)
- Pensjonat pod Różą (2006) - Beata (odc 102, 103)
- Pogoda na piątek (2006-2007)
- W rytmie serca (2018) - pacjentka Przychodni Rejonowej w Kazimierzu Dolnym (odc. 21)
- Pod powierzchnią (2018) - pielęgniarka (odc. 5)
- M jak miłość (2015) - odc. 1382
- Ojciec Mateusz - dwie role:
  - jasnowidzka (2019, odc. 290)
  - Nargiza (2022, odc. 350)
- Na sygnale (2020) - Marianna Kolec (odc. 285)
- Komisarz Alex (2020) - sekretarka Badyry (odc. 175)
- Barwy szczęścia (2021) - Anna Walczewska, klientka Natalii (odc. 2453)
- Remiza (2021)[1]